# Avenida 16 de Septiembre (Ciudad de México)
La avenida 16 de septiembre está localizada en el Centro Histórico de la Ciudad de México. Debe su nombre a la fecha del inicio de la guerra de Independencia de México.
Corre de oriente a poniente partiendo de 5 de febrero, a la altura de la Plaza de la Constitución y el Portal de Mercaderes y hasta el Eje Central, en donde continúa hacia el poniente con el nombre que tuvo en un tramo algún tiempo, Independencia. A partir de la época del Virreinato de la Nueva España y en otras épocas tuvo los nombres de Las Canoas, Tlapaleros, Coliseo Viejo y del Refugio.
Desde 2014 tiene un diseño de prioridad peatonal.

## Historia

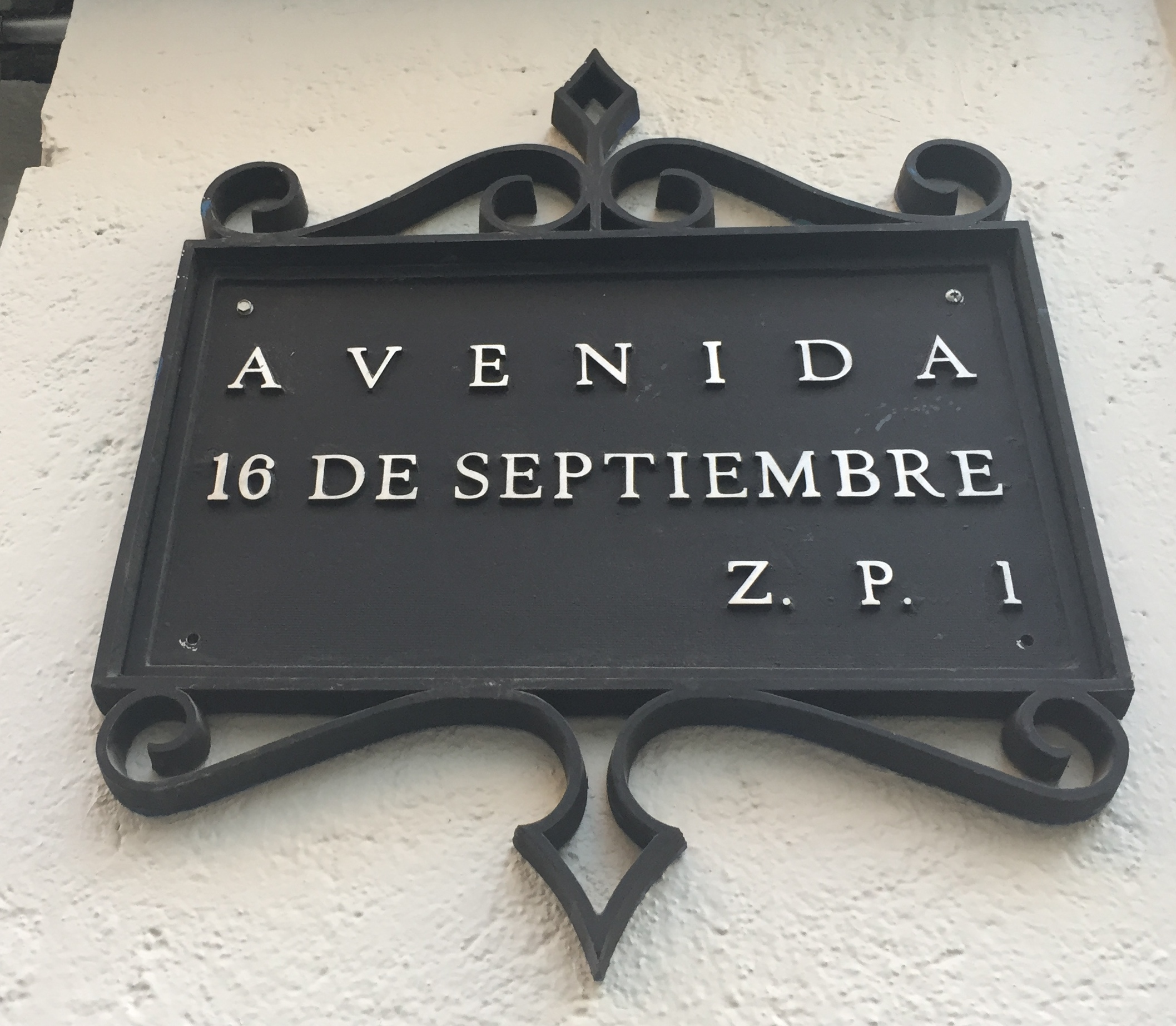
Nomenclatura de la calle (2015)

### Época mexica
La Ciudad de México-Tenochtitlan tuvo algunas calles mixtas, con banquetas peatonales de tierra y canales navegables (acalotes). El trazo de la calle 16 de septiembre corresponde al de un canal de la urbe mexica que corría desde el extremo poniente del islote y hasta el oriente, desembocando en el embarcadero Texcoco. En el Mapa Esquemático de México Tenochtitlan de Barlow et al, el trazo de dicho canal aparece cortado por el llamado Zoológico de Moctezuma. La calle pertenecía a la zona de Moyotla.

### Época novohispana
El trazo de dicho canal fue conservado para convertirse en la Acequia Real de la Ciudad de México, una vía navegable que fungía como medio de comunicación para personas, mercancías y para el drenaje y el desagüe de la ciudad. La hoy llamada calle 16 de septiembre tuvo distintos nombres dependiendo del tramo, y conservó la continuidad de la acequia hacia el poniente, compartiendo el espacio con el canal. Según Hernández Pons:

La acequia pasaba primero por un sector poniente de la calle de Zuleta, atravesaba por la acera norte de ésta una callejuela que entonces había entre el Colegio de Niñas y el extinto Convento de San Francisco en dirección sur a este; salía del callejón de Dolores, extremidad oriental de la actual calle 16 de septiembre, y continuaba de Oriente a Poniente por las calles de Coliseo Viejo, Refugio, Tlapaleros, frente al Palacio Municipal...
Elsa Hernández Pons, "La acequia real: historia de un canal de navegación",

Su uso como vía navegable no cambió, ya que por ella durante el periodo novohispano "entraban multitud de canoas llenas de legumbres, frutas y flores, que cultivaban los indios en las pintorescas chinampas y en los jardines de los alrededores, para venirlas a vender a la plaza y en los portales, cerca de los que pasaba el canal que recorría toda la longitud de la calle".
De oriente a poniente atravesarían la calle distintos puentes como el del Espíritu Santo, del Correo Mayor, el de Santa María, el del Coliseo Viejo, el de la Palma, el de los Pregoneros, el del Palacio (en la zona de Tlapaleros) y el Puente de la Leña. En la esquina de esta calle en su parte llamada Del Refugio con la calle Palma existió un nicho con la imagen de Nuestra Señora del Refugio de Pecadores en 1757, la cual recibía las limosnas, de entre otras personas, de los jugadores que apostaban en una cercana casa de truco llamada Maldonado. Dados los daños que recibía la imagen por el sol y la lluvia, se decidió sustituirla por una imagen en piedra labrada, la cual se develó en 1760 con una misa.
Tanto la acequia real, que fue cegado en 1788, como distintos fragmentos de la calle con acequia desaparecerían entre 1753 y 1781, dadas las disposiciones urbanas derivadas de las Refomas Borbónicas.

#### Diferentes nombres en la Nueva España
- Las Canoas. Según González Obregón el primer nombre que designaría a la vía fue De las canoas, nombre dado por la navegabilidad de la vía.[3]
- Tlapaleros. La parte inmediata a la hoy Plaza de la Constitución fue conocida con el nombre de Tlapaleros. En ella aún en el siglo XIX estaban establecidas debajo de una arcada diversas tlapalerías, nombre con el cual se conoce en México a las ferreterías. Fuera de los locales existían comerciantes semifijos en carritos que ofrecían a la venta pintura y aceites, entre otras mercancías.[9]
- Coliseo Viejo. La calle tuvo en el periodo novohispano el nombre de Coliseo Viejo a la altura de la actual calle Motolinia (antes callejón del Espíritu Santo). En la esquina de ambas calles existió un Coliseo, un teatro hecho de madera inaugurado en 1641 que fue consumido por el fuego en 1722 y que fue reemplazado por el Coliseo Nuevo en la calle del Colegio de Niñas (actual calle de Bolívar), inaugurado en 1753.[10]
- Del Refugio. La calle llevó este nombre a la altura de las actuales Palma e Isabel la Católica. En este espacio se establecieron diversos comercios como boticas y droguerías,[11] salones de belleza[12] y mercerías.

### México independiente
Como resultado de las Leyes de Reforma, en 1856 el convento de San Francisco fue suprimido, por lo que parte de sus instalaciones fueron fraccionadas, vendidas o demolidas, incluyendo aquellas que permitieron la creación de la calle Independencia desde Coliseo Viejo hacia San Juan de Letrán. Previo a ese tiempo, los mapas muestran que de oriente a poniente Coliseo Viejo viraba hacia el poniente siguiendo la barda sur del convento.
En este periodo fue abierto el primer tramo de la nueva calle Gante, que va desde la Calle Francisco I. Madero, pasando por 16 de septiembre y hasta Venustiano Carranza. Durante el Porfiriato la calle recibió el nombre de 16 de septiembre.
En 1925 el arquitecto José Luis Cuevas promovió la apertura de un segundo tramo de la calle Gante entre las calles de 16 de septiembre y Venustiano Carranza, construyendo con ello dos edificios que comparten un costado con 16 de septiembre.
En 2013 el Gobierno de la Ciudad de México realizó obras en la totalidad de la calle con el fin de convertirla hacia una configuración que priorice lo peatonal. A diferencia de Francisco I. Madero, que tuvo un diseño enteramente peatonal, en 16 de septiembre se amplió el espacio para peatones, pero se conservaron distintos tramos de la vía con accesos vehiculares al centro de la calle, con el fin de dar paso a los diversos estacionamientos de automóviles que hay en la calle. Durante las obras fueron colocadas banquetas en 11 mil 500 m cuadrados, fueron colocadas nuevas bancas y jardineras.

## Recorrido
| Nombre                                           | Imagen | Descripción |
| ------------------------------------------------ | --- | --- |
| Portal de Mercaderes                             | | Este conjunto de edificios ha sido ocupado por estructuras comerciales desde su construcción en 1527. Se extiende al este dos cuadras envolviendo la Calle Palma entre Madero y la calle 16 de Septiembre. Los bajos del portal están ocupados por joyerías mientras que los pisos superiores de los edificios están ocupados por oficinas de la Asamblea Legislativa de la Ciudad de México, el Gran Hotel Ciudad de México y el Hotel Majestic. |
| El Nuevo Mundo                                   | | Tienda departamental en la esquina de Venustiano Carranza y 16 de septiembre. Considerada "comercio centenario" por la Secretaría de Turismo de la Ciudad de México. |
| Gran hotel Ciudad de México                      | | Edificio estilo art noveau en la esquina de 16 de septiembre y la Plaza de la Constitución. El gran vitral de su interior, hecho en su construcción como Centro Mercantil en 1908, está catalogado como patrimonio artístico por el Instituto Nacional de Bellas Artes. |
| El Correo Francés                                | | Es un edificio ubicado en el cruce de las calles 16 de septiembre y Palma en el Centro Histórico de la Ciudad de México. De estilo Escuela de Chicago y detalles art noveau, debe su nombre a la tienda de departamentos que lo edificó en 1929 y es atribuido al arquitecto Francés Paul Dubois. |
| Antiguo Hotel de la Bella Unión                  | | Se encuentra en el número 37 de la calle Palma esquina con 16 de septiembre y fue construido en 1840. Fue el primer edificio en México construido para funcionar como hotel y el primero construido con estructura de metal. |
| Antigua Imprenta de Murguía                      | | Ubicada en 16 de septiembre no. 46, el edificio fue construido en 1896 por Manuel Francisco Álvarez y Manuel Couto, construido para la Antigua Imprenta de Murguía, también conocida como Del Coliseo Viejo o Imprenta del Portal del Águila de Oro, debido el primero nombre al antiguo nombre de la calle y el segundo a un portal que existió en ese sitio y del que un local era ocupado por la imprenta. El actual edificio fue hecho tras la demolición del portal. En ella se ha impreso desde el siglo XIX el Calendario del más Antiguo Galván, un famoso almanaque con datos astronómicos, religiosos y climáticos. En esta imprenta también fueron impresos los primeros ejemplares del Himno Nacional Mexicano. |
| Casa Boker                                       | | Se ubica en 16 de septiembre no.58. Fue fundada en 1865 por el empresario alemán Roberto Boker (1843-1912) como una empresa de compra-venta de productos importados. En 1900 abrió sus puertas en el edificio actual. Desde hace más de medio siglo es una ferretería. Hoy el negocio está en manos de la cuarta generación de la familia, lo que es poco usual. |
| Colegio de Niñas de Nuestra Señora de la Caridad | | Complejo religioso del siglo XVIII ubicado en la esquina de 16 de septiembre y Bolívar, el templo fue construido por el arquitecto José Eduardo de Herrera y continúa abierto al culto mientras que la parte del colegio es obra del arquitecto Ildefonso de Iniesta y actualmente es sede del Club de Banqueros de la Asociación de Bancos de México. |
| Edificio Gante 20                                | | Ubicado en la esquina de 16 de septiembre y Gante no. 20. Fue construido por el arquitecto José Luis Cuevas entre 1912 y 1918 para funcionar como hotel, albergó también oficinas del Banco Somex y de Luz y Fuerza del Centro. Actualmente alberga oficinas del Banco de México. |
| Edificio Edison                                  | | Ubicado en la esquina de 16 de septiembre y Gante 25 en Gante 25, también obra del arquitecto José Luis Cuevas, hoy bajo administración de la Asamblea Legislativa de la Ciudad de México. |
| Otros lugares de interés                         | - Edificio del Banco de Londres y México - Casa de Joseph Yves Limantour en el número 59 - Casa de Francisco Fagoaga en el número 43 | |

## Hitos, placas y otros homenajes
- Relieve conmemorativo en el Antiguo Palacio del Ayuntamiento: un relieve sobre el movimiento en ese edificio por el Cabildo de la Ciudad de México durante la Crisis política en México de 1808. Dicho episodio dio pie a nombrar a la Plaza de la Constitución con ese nombre.
- Placa en el Portal de Mercaderes: El combento RI. De San Agustín cuyo es este portal tiene ejecutoria del Supremo Gobierno de esta Nueva España para que no se pueda poner caxon en esta esquina. Año de 1673.
- Placa en el número 43: Aquí vivieron Don José y Don Franscico Fagoaga Villaurrutia benefactores de escuelas y hospitales. 1800

## Imágenes históricas

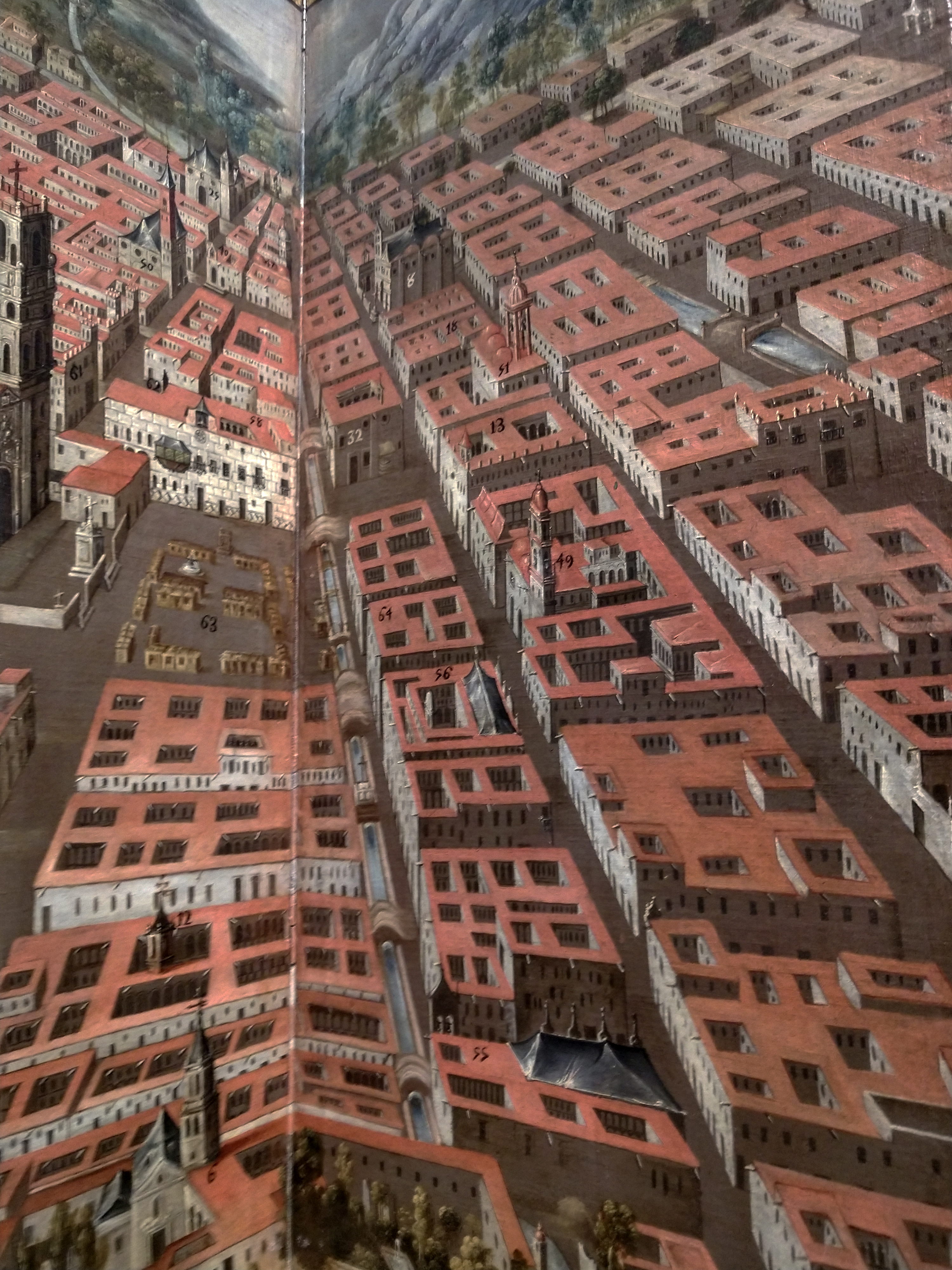
Trazo de la actual avenida donde se muestra la continuidad de la acequia real en la misma. Biombo del siglo XVII.